# Carl Monssen
Carl Monssen, né le 13 juillet 1921 et mort le 25 février 1992, est un rameur d'aviron norvégien.

## Palmarès

### Jeux olympiques
- Londres 1948
  -  Médaille de bronze en huite de pointe avec barreur[1]

### Championnats d'Europe
- Championnats d'Europe d'aviron 1949
  -  Médaille de bronze en quatre sans barreur.
- Championnats d'Europe d'aviron 1953
  -  Médaille d'argent en quatre sans barreur.